# 改訂標準訳聖書
改訂標準訳聖書（かいていひょうじゅんやくせいしょ、英語：Revised Standard Version, 略称：RSV）は、20世紀中頃に出版された英語の翻訳である。1525年のウィリアム・ティンダルの新約聖書の翻訳に歴をたどることができる。1901年のアメリカ標準訳聖書（ASV）の公認された改訂版である。
RSVは、読み易さと逐語的な正確さを両立することを目指し、権威あるKJV（ジェームズ欽定訳聖書）にはじめて大きな挑戦を試みた。その目的は、英語を話す教会のための聖書の明解な翻訳を作り上げるだけではなく、知られうる限り、数世紀にわたり用いられる最高の英語の聖書維持することだった。そして、簡潔に聖書のメッセージを伝えるため、ウィリアム・ティンダルからジェームス王まで伝道の中でも耐えうる言葉になるよう訳された。
RSVは以下のような段階を経て出版された。
- 新約聖書の初版（1946年）
- 旧約聖書（1952年）
- 外典(1957年)
- 改訂版（1962年）
- カトリック版(1966年)
- 新約聖書第二版（1971年）
- 共通聖書(1973年)
- 外典、拡大版(1977年)
- 第二カトリック版(2006年)

## 製作の歴史
1928年ASVへの著作権が国際宗教教育会議(ICRE)より買収された。1930年から1932年にASVテキストの研究は新しい改訂の問題解決に引き継がれた。しかし、大恐慌により、1937年までICREはASVのテキストの改訂に賛成していた。32人の学者集団が共にこの務めを行っていた。また、会議は英国に翻訳委員会に相当するものを立ち上げたいと希望していた。しかし、この計画は第二次世界大戦の故に反故にされた。
改訂の資金作りはトーマス・ネルソン＆サンズによって作られた協定によって保障された。この協定はトーマス・ネルソン＆サンズに10年にわたって新しい改訂を発行する独占的な権利を与えた。会議は、この事業は標準訳の改訂であるので、この事業の名称を改訂標準訳(Revised Standard Version)にするということを決定した。
翻訳者集団は新約聖書にネストレ・アーランドギリシア語テキストの17版を使用して、旧約聖書にヘブル語のマソラを使用した。イザヤ書では、彼らは死海文書によって発見された新しい読みに時々従った。
RSVの新約聖書は1946年2月11日に出版された。翻訳委員の部長のルーサー・ウィーグルのIRCEのプレゼンテーション・スピーチにおいて、改訂標準訳に増補されることとKJVとASVの立場を奪わないようにという要望の説明をした。
1950年ICREは連邦教会会議と合併して、米国キリスト教会協議会を米国内に形成した。ICREは会議のキリスト教教育の新しい部門になり、NCCはRSVの公式のスポンサーになった。
完全な審査の後にと新約聖書における約80の改訂の後に、1951年にNCCはRSVを出版物として公認した。1952年9月30日の聖ジェロームの日に、ワシントンDCでNCCが祝賀ラリーを開催して、各教会の体表たちと提携した。印刷機から出た最初の改定標準約聖書はウィーグルからハリー・トルーマン大統領にプレゼントされた。
日本では口語訳聖書が改訂標準訳の翻訳の方針を踏襲して翻訳されている。